# Foutanké
Il Foutanké o Fouta è una razza di cavallo da sella leggero proveniente dal Senegal, nell'Africa occidentale. 
Questa razza nasce dall'ibridazione di uno stallone Fleuve con una M'Bayar e la sua struttura fisica è simile a quella del primo. È una delle quattro razze di cavalli senegalesi riconosciute - le altre sono M'Bayar, Fleuve e M'Par - ed è molto apprezzata per le corse dei cavalli. 

## Storia
Le comparsa dei primi cavalli in Senegal non sono documentate. Nel 1996 il Senegal aveva una popolazione di cavalli di circa 400.000 capi, più di qualsiasi altro paese dell'Africa occidentale. Questo aumento sostanziale della popolazione equina, rispetto ai 216.000 registrati nel 1978, ha superato anche l'aumento registrato dopo la seconda guerra mondiale, stimata a malapena 30.000. I numeri circa la popolazione di Foutanké non sono noti. Nel 2007 la FAO non disponeva di dati su cui stimare lo stato di conservazione della razza. 